# Herzzentrum Coswig
Das Herzzentrum Coswig umfasst eine Klinik für Herz- und Gefäßchirurgie, eine Klinik für Kardiologie und Angiologie sowie eine Klinik für Anästhesiologie und Intensivmedizin. Es wurde 1998 erbaut und wird von der MediClin AG betrieben.

## Lage
Das Herzzentrum liegt im Südosten der Stadt Coswig in Sachsen-Anhalt.

## Kennzahlen
Das Herzzentrum verfügt über 113 Betten. Jährlich werden dort über 4.000 Patienten stationär behandelt.

## Behandlungsschwerpunkte
Im Herzzentrum Coswig werden Herz- und Gefäß-Erkrankungen diagnostiziert und therapiert. Es deckt das ganze Spektrum der kardiovaskulären Medizin mit Ausnahme von Herz-Transplantationen ab.